# 언더 더 트리
《언더 더 트리》(Undir trenu, UNDER THE TREE)는 아이슬란드에서 제작된 하프슈타인 군나르 지그라쏜 감독의 2017년 드라마 영화이다. 스테인소르 흐로아르 스테인소르손 등이 주연으로 출연하였고 그리마르 욘손 등이 제작에 참여하였다. 2017 토론토 국제영화제의 Contemporary World Cinema 부문에서 상영되었다. 이 영화는 제90회 아카데미상의 외국어 부문에 아이슬란드 자격으로 입품되었으나 후보로 지명되지 못했다.

## 출연

### 주연
- 스테인소르 흐로아르 스테인소르손(아이슬란드어판)
- 에다 뵤르기빈스노티르(영어판)
- 시귀르뒤르 시귀리온손
- 토르스테인 바흐만
- 셀마 비요스도티르(아이슬란드어판)

### 조연
- 라우라 요한나 욘스도티르

## 기타
- 공동제작: 솔 본디
- 공동제작: 자밀리아 벤스케
- 미술: 안나 마리아 토마스도티르
- 의상: 마그렛 아이나르스도티르